# Pandanus conoideus
Pandanus conoideus— растение семейства Pandanaceae. Растет в основном на Новой Гвинее, немного на Молуккских островах и в Австралии.
Pandanus conoideus выступает национальным достоянием жителей Новой Гвинеи, священным растением. Блюда из него подают на свадьбах, днях рождения, других семейных торжествах и религиозных церемониях. Плод и его масло употребляют в качестве пищи.
Первое упоминание о Pandanus conoideus в печатной литературе датируется 1785 годом. Французский естествоиспытатель Жан-Батист Ламарк описал растение в «Методической энциклопедии».
В разных провинциях Индонезии Pandanus conoideus имеет около 30 разных народных названий. Наиболее распространенными являются Buah Merah, Kuansu, Marita, Oil Pandan, Pandanus Nut, Red Fruit, Red Pandanus.

## Произрастание
Pandanus conoideus — тропическое растение, обитает во всех регионах Новой Гвинеи. Лучше всего растет в тенистых лесах рядом с водоемами. Наибольшее количество биологически активных веществ содержат плоды, выросшие в высокогорной местности (2000 м над уровнем моря) — в западной части острова (Джаяпура, Тимика, Набире, Соронг, Вамена, Маноквари).

## Описание растения
Разветвленный, раздельнополый вечнозеленый тонкий кустарник от 4 до 16 метров с вертикальным, серо-коричневатым деревянистым стеблем. Значительная часть корня находится над землей. Он выступает держателем стебля, на котором располагается до пяти ветвей. Листья широколинейные, ремневидные 1-2 м длиной и 5-8 см шириной, ярко-зеленого цвета. По краям — небольшие шипы. Первые плоды дает через три года после начала роста.
Форма головки плода варьируется от короткой и продолговатой до удлиненной и цилиндрической. Достигает от 3 до 8 кг веса, 30-100 см в длину, 5-25 см в диаметре. Созревая меняет цвет с зелёного на ярко-оранжевый, красный, темно-бордовый, коричневый или жёлтый — в зависимости от вида. Состоит из плотно скомпонованного скопления единичных небольших сросшихся волокнистых костянок с красным маслянистым перикарпием. Имеет сравнительно тонкий и небольшой эндокарпий.

## Съедобные части растения и их использование
Плоды Pandanus conoideus обворачивают листьями и готовят в каменной печи или разрезают на куски, отваривают, а затем обжаривают. Мякоть плода и семечки удаляют из сердцевины, толкут и процеживают для получения густого красного соуса, который называют «марита». Его употребляют вместе с другими продуктами (бананом, тыквой), используют для заправки блюд, добавляют при жарке мяса и овощей.

## Пищевая ценность и лекарственные свойства
Содержание питательных веществ и лекарственных соединений в 100 граммах Pandanus conoideus
- Энергия — 868 ккал
- Жиры — 94,2 г
- Углеводы — 5,1 г
- Клетчатка — 20,9 мг
- Влага — 0,7 г
- Бета-каротин — 1,98 мг
- Альфа-токоферол (витамин E) — 21,2 мг
- А-каротин — 130 мг
- b-каротин — 1,98 мг
- b-криптоксантин — 1,46 мг[7]
- Натрий — 3 мг
- Кальций — 54 мг
- Фосфор — 30 мг
- Железо — 2,44 мг
- Витамин В1 — 0,9 мг
- Витамин С — 25,7 мг
- Ниацин — 1,8 мг[3]

Основные компоненты жирных кислот в масле Pandanus conoideus:
- Олеиновая кислота — 69 %
- Линолевая кислота — 8,8 %
- Линоленовая кислота — 7,8 %
- Каприловая кислота — 2,0 %

Всего свободных жирных кислот — 90,0 %. Из них насыщенных жирных кислот:
- Миристиновая кислота — 0,1 %, 14:0
- Пальмитиновая кислота — 19,7 %, 16:0
- Стеариновая кислота — 1,8 %, 18:0
- Арахидоновая кислота — 0,2 %, 20:0

Мононенасыщенные жирных кислот:
- Пальмитолеиновая кислота — 0,9 %, 16:1
- Гептадекарбоновая кислота — 0,2 %, 17:1
- Олеиновая кислота — 64,9 %, 18:1 (омега-9)
- Цис-вакценовая кислота — 3,1 %, 18:1
- Айкозеновая кислота — 0,2 %, 20:1 (омега-9)

Полиненасыщенных жирных кислот:
- Линолевая кислота — 8,6 %, 18:2 (омега-6)
- Альфа-линоленовая кислота — 0,7 %, 18:3 (омега-3)[8]

Также в Pandanus conoideus содержатся фенольные соединения, фитостерол, тритерпеновые гликозиды, стероиды, калий, витамины D и К.